# El Roblar, Pantelhó
El Roblar är en ort i Mexiko.   Den ligger i kommunen Pantelhó och delstaten Chiapas, i den sydöstra delen av landet, 800 km öster om huvudstaden Mexico City. El Roblar ligger 1 040 meter över havet och antalet invånare är 216.
Terrängen runt El Roblar är kuperad åt sydost, men åt nordväst är den bergig. Terrängen runt El Roblar sluttar söderut. Runt El Roblar är det ganska tätbefolkat, med 129 invånare per kvadratkilometer. Närmaste större samhälle är Yajalón, 13,8 km nordost om El Roblar. Omgivningarna runt El Roblar är en mosaik av jordbruksmark och naturlig växtlighet.